# Dubové, Zvolen
Dubové este o comună slovacă, aflată în districtul Zvolen din regiunea Banská Bystrica. Localitatea se află la altitudinea de 422 m deasupra n.m., se întinde pe o suprafață de 13,3 km2 și în 2017 număra 275 de locuitori.

## Istoric
Localitatea Dubové este atestată documentar din 1255.

## Demografie
| An:                | 1994 | 2004   | 2014    | 2024    |
| ------------------ | ---- | ------ | ------- | ------- |
| Număr de persoane: | 244  | 235    | 273     | 385     |
| Diferență:         |      | −3,68% | +16,17% | +41,02% |

| An:                | 2023 | 2024   |
| ------------------ | ---- | ------ |
| Număr de persoane: | 373  | 385    |
| Diferență:         |      | +3,21% |